# World Badminton Grand Prix 2002
Der World Badminton Grand Prix 2002 war die 20. Auflage des World Badminton Grand Prix. Die Turnierserie bestand aus 14 internationalen Meisterschaften. Das 15. und 16. Turnier, die Thailand Open und die Hong Kong Open, wurden abgesagt.

## Die Sieger
| Veranstaltung       | Herreneinzel           | Dameneinzel          | Herrendoppel                            | Damendoppel                                     | Mixed                             |
| ------------------- | ---------------------- | -------------------- | --------------------------------------- | ----------------------------------------------- | --------------------------------- |
| Thailand Open       | abgesagt               | abgesagt             | abgesagt                                | abgesagt                                        | abgesagt                          |
| All England         | Chen Hong              | Camilla Martin       | Ha Tae-kwon Kim Dong-moon               | Gao Ling Huang Sui                              | Kim Dong-moon Ra Kyung-min        |
| Swiss Open          | Marleve Mainaky        | Mia Audina Tjiptawan | Lee Dong-soo Yoo Yong-sung              | Ra Kyung-min Lee Kyung-won                      | Kim Dong-moon Ra Kyung-min        |
| Korea Open          | Lin Dan                | Zhang Ning           | Ha Tae-kwon Kim Dong-moon               | Gao Ling Huang Sui                              | Kim Dong-moon Ra Kyung-min        |
| Japan Open          | Lee Hyun-il            | Zhou Mi              | Chan Chong Ming Chew Choon Eng          | Ra Kyung-min Lee Kyung-won                      | Kim Dong-moon Ra Kyung-min        |
| Malaysia Open       | James Chua             | Hu Ting              | Liu Yong Chen Qiqiu                     | Huang Nanyan Yang Wei                           | Nathan Robertson Gail Emms        |
| Chinese Taipei Open | Taufik Hidayat         | Wang Chen            | Ha Tae-kwon Kim Dong-moon               | Saralee Thungthongkam Sathinee Chankrachangwong | Tri Kusharyanto Emma Ermawati     |
| Singapur Open       | Chen Hong              | Zhou Mi              | Flandy Limpele Eng Hian                 | Huang Nanyan Yang Wei                           | Kim Dong-moon Ra Kyung-min        |
| Indonesia Open      | Taufik Hidayat         | Gong Ruina           | Lee Dong-soo Yoo Yong-sung              | Gao Ling Huang Sui                              | Bambang Suprianto Emma Ermawati   |
| US Open             | Peter Gade             | Julia Mann           | Tony Gunawan Khankham Malaythong        | Joanne Wright Natalie Munt                      | Tony Gunawan Eti Tantra           |
| Puerto Rico Open    | Peter Rasmussen        | Denyse Julien        | Tony Gunawan Khankham Malaythong        | Felicity Gallup Joanne Muggeridge               | Tony Gunawan Mesinee Mangkalakiri |
| Dutch Open          | Wong Choong Hann       | Mia Audina           | Ha Tae-kwon Kim Dong-moon               | Ann-Lou Jørgensen Rikke Olsen                   | Kim Dong-moon Lee Kyung-won       |
| Denmark Open        | Chen Hong              | Camilla Martin       | Ha Tae-kwon Kim Dong-moon               | Wei Yili Zhao Tingting                          | Kim Dong-moon Hwang Yu-mi         |
| German Open         | Niels Christian Kaldau | Pi Hongyan           | Jonas Rasmussen Lars Paaske             | Mia Audina Lotte Jonathans                      | Michael Søgaard Rikke Olsen       |
| China Open          | Wong Choong Hann       | Gong Ruina           | Pramote Teerawiwatana Tesana Panvisavas | Gao Ling Huang Sui                              | Zhang Jun Gao Ling                |
| Hong Kong Open      | abgesagt               | abgesagt             | abgesagt                                | abgesagt                                        | abgesagt                          |

## Referenzen
- tangkis.tripod.com (Memento vom 14. Dezember 2006 im Internet Archive)